# Comuna Bohdanove, Uleanovka
Bohdanove (în ucraineană Богданове) este o comună în raionul Uleanovka, regiunea Kirovohrad, Ucraina, formată din satele Bohdanove (reședința) și Mankivske.

## Demografie
Componența lingvistică a comunei Bohdanove
     Ucraineană (96,43%)
     Rusă (2,11%)
     Alte limbi (1,3%)
Conform recensământului din 2001, majoritatea populației comunei Bohdanove era vorbitoare de ucraineană (96,43%), existând în minoritate și vorbitori de rusă (2,11%).